# Thomas Turton
Thomas Turton (York, 5 de febrero de 1780 – Londres, 7 de enero de 1864) fue Profesor Lucasiano de Matemáticas, una de las más prestigiosas cátedras de la Universidad de Cambridge. Como muchos científicos de su tiempo fue clérigo y ocupó los cargos de Deán de Peterborough y Obispo de Ely además de ser compositor de himnos religiosos anglicanos.